# Bever (Ems)
Die Bever ist ein orografisch rechter Nebenfluss der Ems im nördlichen Münsterland.

## Verlauf
Sie entsteht durch Zusammenfluss des 4,3 km langen rechten Salzbaches und des 12 km langen linken Süßbaches östlich von Schloss Harkotten bei Füchtorf. Die Bever fließt dann durch das Gemeindegebiet nördlich von Füchtorf und bildet mit ihrem Verlauf die Grenze zwischen Nordrhein-Westfalen und Niedersachsen, bis sie schließlich das Kloster Vinnenberg erreicht. Sie fließt nun entlang des Beverstrangs, vorbei am ehemaligen Kloster Rengering und durch Ostbevern. Innerhalb von Ostbevern fällt die Bever ca. 4,5 m. Zwischen den Höfen Lütke Westhues und Schulze Osthoff bildet die Bever die Grenze zwischen Ost- und Westbevern. Der Fluss durchzieht Westbevern und mündet hinter Haus Langen in die Ems. Nebenfluss ist der Frankenbach. Die Länge des Flusses beziffert sich auf 39,5 km (inklusive Süßbach).

## Geschichte
Das Wasser der Bever füllt entlang ihres Laufes die Gräften zahlreicher Schlösser, Klöster und (Herren-)Häuser. Die für den geregelten Wasserstand aufgestauten Teiche dienten neben der Verteidigung auch der Fischzucht und dem Betrieb von Wassermühlen. Die Bever galt einst als „fleißiger Fluss des Münsterlands“, denn sie ist wasserreich und weist ein starkes Gefälle auf: Von der Quelle bis zur Mündung fällt sie um 25 Meter. Allein in Ostbevern fällt der Fluss um 4,5 Meter. Seit alters her wurden Wassermühlen an der Bever betrieben. Die Staurechte lagen zumeist bei Klöstern oder Adelssitzen, um Rechte, Stauhöhe und Stauzeiten wurde gestritten. Bis in die 1960er-Jahre wurden noch fünf Wassermühlen betrieben.
In den 1960er Jahren wurde die Bever im Zuge der Melioration und Flurbereinigung wie fast alle Flüsse der Region auf ganzer Strecke begradigt, kanalisiert und die Höhenunterschiede durch Sohlgleiten überwunden. Dazu wurden auch die Staurechte aufgekauft und folgend der Mühl- und Staubetrieb eingestellt. Zudem wurden die Quellbäche, die sich zuvor am Schloss Harkotten zur Bever vereinigten, bereits rund einen Kilometer oberhalb zusammengeführt und die Bever in weitem Bogen um das Schloss herumgeführt. Zuständig ist der 1974 gegründete Wasser- und Bodenverband Warendorf-Nord. Im Zuge der Wasserrahmenrichtlinie werden sukzessive Bereiche der Ems renaturiert, Hindernisse für wandernde Fischarten beseitigt und der Flusslauf durch künstlich angelegte Schleifen und Mäander verlängert. Nach Renaturierungsmaßnahmen bei Haus Langen und Ostbevern wurde 2018 ein 1,5 ha großes Areal bei Kloster Vinnenberg umgestaltet.

## Namensgeschichte
Der Flussname hat vermutlich auch dem Adelsgeschlecht Bevern und den Orten Ostbevern und Westbevern ihre Namen verliehen. Eine Hypothese zum Namensursprung ist das plattdeutsche Wort für Biber, „Bever“.